# Sallenôves
Sallenôves – miejscowość i gmina we Francji, w regionie Owernia-Rodan-Alpy, w departamencie Górna Sabaudia.
Według danych na rok 1990 gminę zamieszkiwało 400 osób, a gęstość zaludnienia wynosiła 110 osób/km² (wśród 2880 gmin regionu Rodan-Alpy Sallenôves plasuje się na 1234. miejscu pod względem liczby ludności, natomiast pod względem powierzchni na miejscu 1610.).